# Alfred Hodgeman
Pour les articles homonymes, voir Hodgeman.
Alfred Hodgeman (né le 8 août 1885 à Adélaïde et mort en janvier 1964 en Angleterre) est un architecte et cartographe australien.
Il est connu pour son implication dans l'expédition antarctique australasienne (1911-1914) de Douglas Mawson.